# 希拉里·科普罗夫斯基
希拉里·科普罗夫斯基（波蘭語：Hilary Koprowski，1916年12月5日—2013年4月11日），波兰裔犹太人，美国病毒学家，研发脊髓灰质炎疫苗的先驱科学家。

## 生平
希拉里·科普罗夫斯基1916年出生于波兰华沙的一个犹太裔家庭，早年曾在当地一家著名的音乐学院学习钢琴专业，1939年取得华沙大学医学院医学士学位，1940年取得意大利罗马著名音乐学院Accademia Nazionale di Santa Cecilia音乐学位，在他日后的科学研究生涯中，从未放弃对音乐的兴趣，而且还曾谱曲了几部音乐作品。
1938年，科普罗夫斯基同伊雷娜·格拉斯贝格（Irena Grasberg）结婚，1939年第二次世界大战爆发，德国入侵波兰，科普罗夫斯基同妻子离开华沙，科普罗夫斯基到达意大利罗马深造钢琴专业，格拉斯贝格则到达法国并在那里诞下了他们的第一个孩子克劳德·科普罗夫斯基（Claude Koprowski），1940年随着德国入侵法国，格拉斯贝格又带着孩子逃离法国，经由西班牙转道葡萄牙并在此与科普罗夫斯基重新团聚，之后一家人又到达巴西并安顿下来，科普罗夫斯基在此为里约热内卢的洛克菲勒基金会工作，并在之后的几年时间里致力于黄热病疫苗的相关研究。
第二次世界大战结束之后，科普罗夫斯基到达美国纽约州罗克兰县定居，被聘为莱德利实验室（Lederle Laboratories）研究员，自此开始了对脊髓灰质炎疫苗的研究。
1957年至1991年，科普罗夫斯基任威斯塔研究所（Wistar Institute）主任，在此期间威斯塔研究所在脊髓灰质炎医学研究领域达到国际领先水平，也成为美国国家癌症研究所癌症研究中心。
1995年获授指挥官级芬兰雄狮勋章，1997年获授法國榮譽軍團勳章勋章。
2013年4月11日，科普罗夫斯基因肺炎于美国宾夕法尼亚州费城逝世。